# 罗世雄 (外交官)
罗世雄（？—），男，中华人民共和国外交官，现任中华人民共和国驻叶卡捷琳堡总领事。

## 生平
罗世雄曾任驻亚美尼亚大使馆政务参赞、外交部欧亚司参赞和驻白俄罗斯大使馆公使衔参赞。2024年11月，出任中华人民共和国驻叶卡捷琳堡总领事。